# Arctic National Wildlife Refuge
Das Arctic National Wildlife Refuge (ANWR) ist das nördlichste Naturschutzgebiet der USA. Das Gebiet in der Küstenebene der North Slope im Nordosten Alaskas wurde 1960 von Fred A. Seaton, dem Innenminister unter Dwight D. Eisenhower, unter Naturschutz gestellt und 1980 durch den Alaska National Interest Lands Conservation Act auf mittlerweile insgesamt 78.053 km² vergrößert, wovon mit der Mollie Beattie Wilderness ungefähr 32.374 km² als Wilderness Area ausgewiesen sind. Das Schutzgebiet wird von der Weltnaturschutzunion in der Kategorie IV (Biotop- und Artenschutzgebiet) geführt.
Es handelt sich um ein einzigartiges Ökosystem mit 45 Arten von marinen und landlebenden Säugetieren, 36 Fisch- und 180 Vogelarten. Das Gebiet wird von den Gwich'in (der nördlichsten Gruppe athabaskischer Indigener) Izhik Gwats’an Gwandaii Goodlit (Ort, an dem alles Leben beginnt) genannt, weil die 152.000 Tiere große Porcupine-Karibu-Herde dort ihre Jungen zur Welt bringt. Die Indianer sind bis heute wirtschaftlich vor allem von dieser Herde abhängig.
Den östlichen Rand des Refuges bildet die Grenze zum kanadischen Territorium Yukon, wo direkt die beiden Nationalparks Vuntut und Ivvavik anschließen.
Unter dem ANWR werden bis zu 16 Milliarden Barrel Öl vermutet. Die Ausbeutung dieser Vorräte wird seit 1977 kontrovers diskutiert. 1982 wurde ein Moratorium für Exploration und Nutzung verhängt, das 1990 durch eine Executive Order von Präsident George H. W. Bush verlängert wurde. 2005 versuchte Ted Stevens im republikanisch dominierten US-Senat die Nutzung zu erlauben, er scheiterte knapp. Seither kämpfen die Gwich'in um den Schutz des Gebietes. 2008 setzte sich Präsident George W. Bush dafür ein, dass der Kongress der Vereinigten Staaten die Nutzung zuließ. Er argumentierte mit der Energiesicherheit der USA. 
Aufgrund des Alaska National Interest Lands Conservation Act muss jede kommerzielle Nutzung des Gebietes durch den Kongress selbst erlaubt werden. Im Jahr 2017, als die Republikaner sowohl im Senat als auch im Repräsentantenhaus die Mehrheit hatten, genehmigte der Kongress Öl- und Erdgasförderungen in bis zu 8 % des Gebietes und beauftragte das Innenministerium, die Rahmenbedingungen dafür festzulegen. Im August 2020 stellte Innenminister David Bernhardt einen Zeitplan vor. Die ersten Bohrrechte erhielten Unternehmen in den letzten Tagen der Präsidentschaft von Donald Trump.
Kurz nach seiner Amtseinführung im Januar 2021 ordnete Joe Biden mit Blick auf das Arctic National Wildlife Refuge an, für Länder und Gewässer in Bundesbesitz keine neuen Bohrrechte mehr zu versteigern. Im Juni 2021 urteilte ein Bundesbezirksgericht in Louisiana, dass nur der Kongress seinen solchen Stopp verhängen dürfte, weil er es gewesen sei, der das Bundesland für diese Maßnahmen geöffnet habe.
→ Siehe auch: Geschichte Alaskas: Kontroverse um Bohrungen im Arctic Refuge

Arctic National Wildlife Refuge
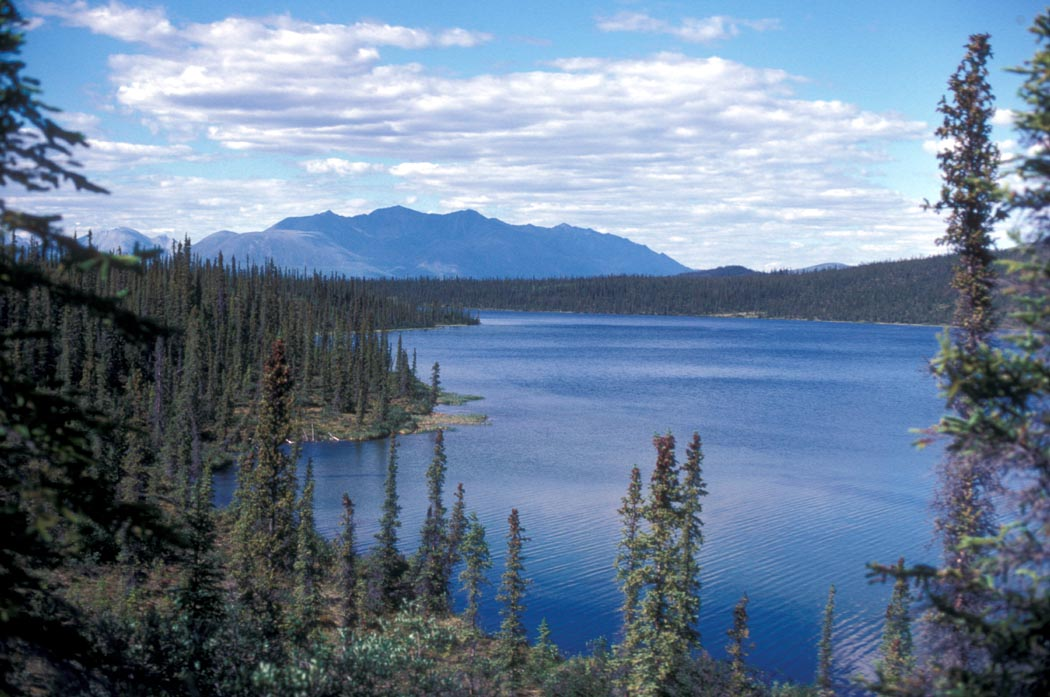
Bergsee
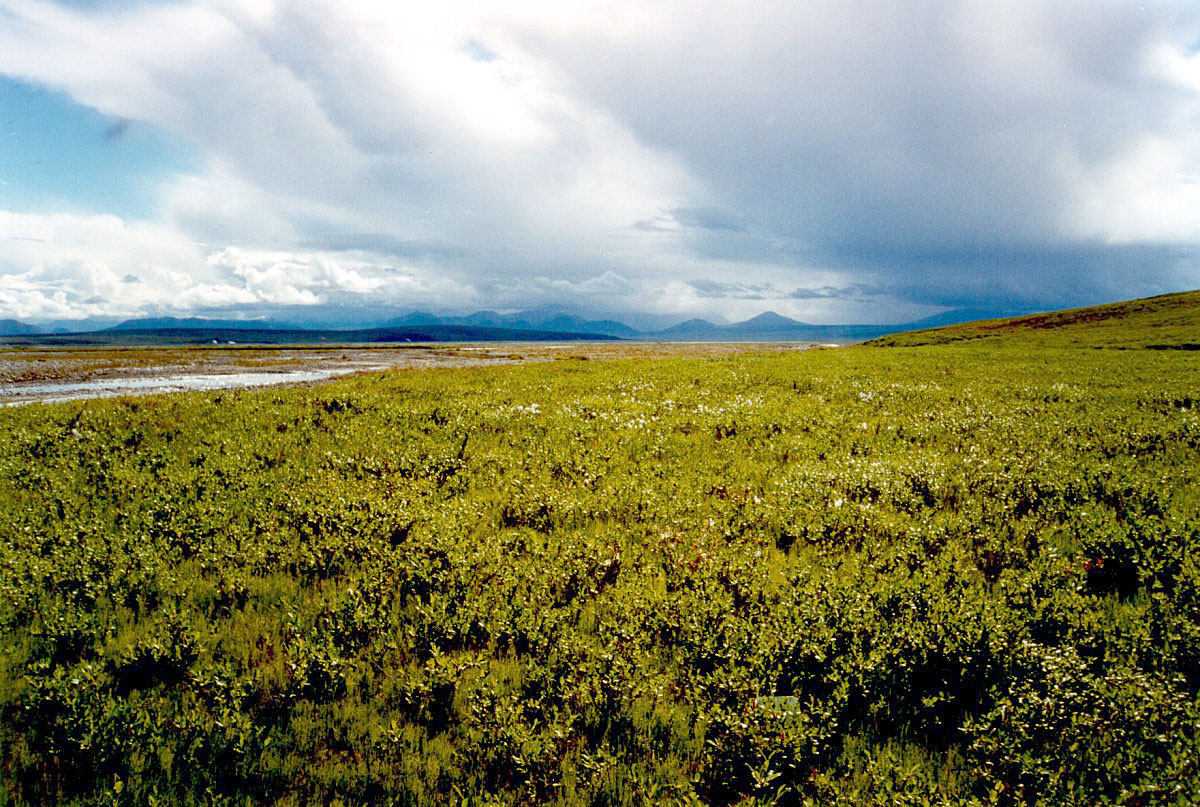
Tundra
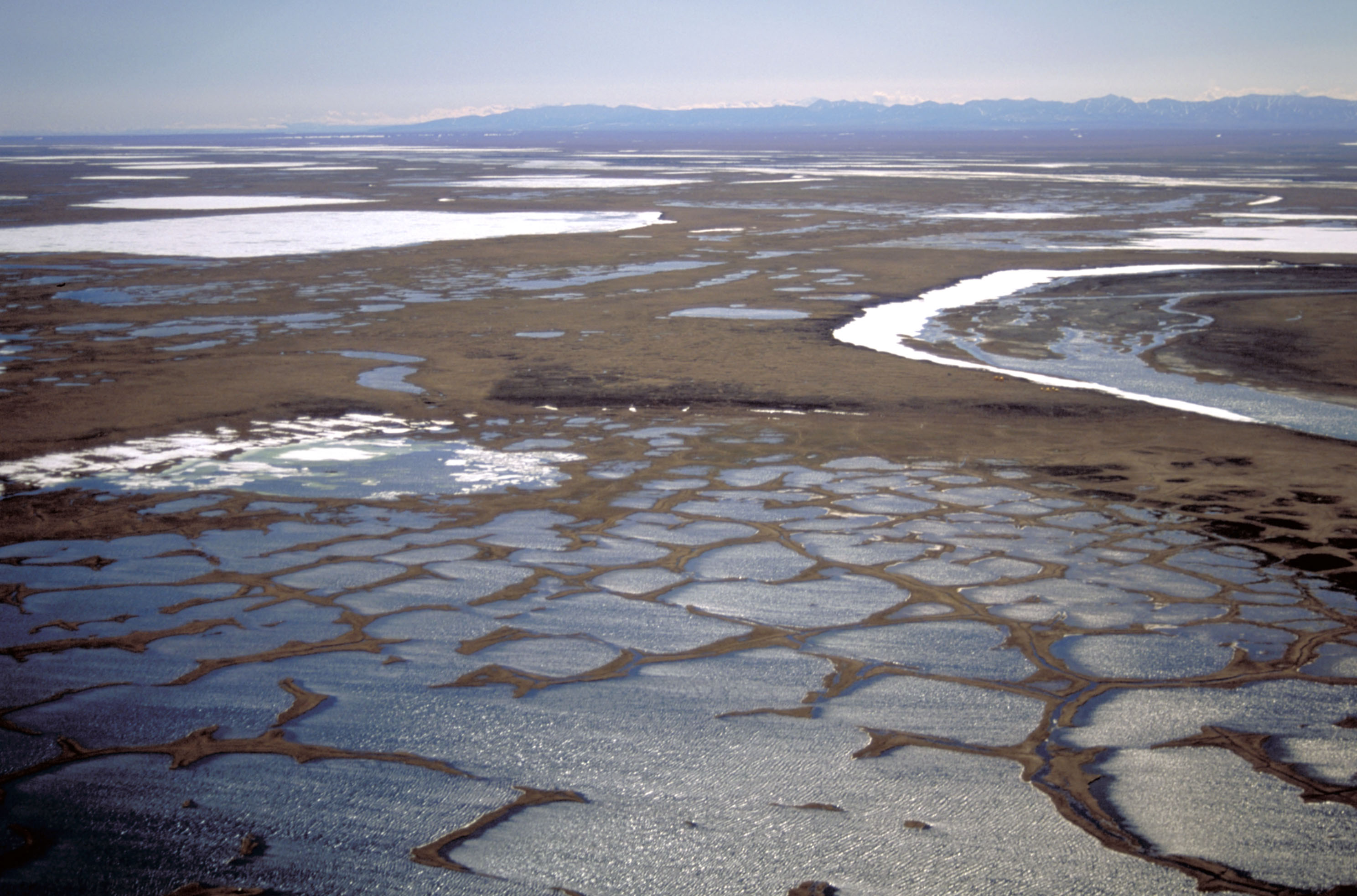
Flussdelta